# Inodrillia
Inodrillia é um gênero de gastrópodes pertencente a família Horaiclavidae.

## Espécies
- Inodrillia acloneta (Dall, 1889)
- Inodrillia acova Bartsch, 1943[3]
- Inodrillia acrybia (Dall, 1889)
- Inodrillia aepynota (Dall, 1889)[4]
- Inodrillia amblytera (Bush, 1893)[5]
- Inodrillia avira Bartsch, 1943[6]
- Inodrillia dalli (Verrill & Smith, 1882)[7]
- Inodrillia dido Bartsch, 1943[8]
- Inodrillia gibba Bartsch, 1943[9]
- Inodrillia hatterasensis Bartsch, 1943[10]
- Inodrillia hesperia Bartsch, 1943[11]
- Inodrillia hilda Bartsch, 1943[12]
- Inodrillia ino Bartsch, 1943[13]
- Inodrillia martha Bartsch, 1943[14]
- Inodrillia miamia Bartsch, 1943[15]
- Inodrillia nucleata (Dall, 1881)[16]
- Inodrillia pharcida (Dall, 1889)[17]
- Inodrillia prolongata (E. A. Smith, 1890)
- Inodrillia ricardoi Rios, 2009
- Inodrillia vetula Bartsch, 1943[18]
- †Inodrillia whitfieldi Martin 1904

Espécies trazidas para a sinonímia
- Inodrillia carpenteri (Verrill & Smith [in Verrill], 1880): sinônimo de Cymatosyrinx carpenteri (Verrill & S. Smith [in Verrill], 1880)
- Inodrillia cestrota (Dall, 1889): sinônimo de Inodrillia dalli (Verrill & S. Smith [in Verrill], 1882)
- Inodrillia ustickei Nowell-Usticke, 1959: sinônimo de Neodrillia cydia Bartsch, 1943
- Inodrillia vinki Jong & Coomans, 1988:[19] sinônimo de Splendrillia vinki (De Jong & Coomans, 1988)